# 2009年の国際連合
2009年の国際連合では、2009年（平成21年）の国際連合とその関係機関に関する出来事について記述する。

## できごと

### 1月
- 1月1日 - 国際連合安全保障理事会の非常任理事国に、ウガンダ、オーストリア、トルコ、日本、メキシコの5カ国が就任[1]。

### 3月
- 3月11日 - 潘基文事務総長、アメリカ合衆国（以下、アメリカ）を国連分担金の「踏み倒し国家」として非難。しかし、アメリカの分担金は遅延することはあっても着実に支払われてきたため、アメリカ側の激しい反発を呼んだ。3月12日、潘事務総長は誤りを認めた。[2]

### 4月
- 4月5日 - 11時30分頃、朝鮮民主主義人民共和国（北朝鮮）、日本東方の太平洋上に向けて、長距離弾道ミサイル『テポドン2号』の改良型と見られるミサイル発射実験を実施[3][4]。国際連合安全保障理事会は緊急会合を開催したが、新たな制裁決議を求める日本やアメリカと、慎重な対応を促す中華人民共和国、ロシアなどとの主張の隔たりは大きく、議論はまとまらなかった[5][6]。
- 4月13日 - 国際連合安全保障理事会、朝鮮民主主義人民共和国（北朝鮮）のミサイル発射実験を非難する議長声明を全会一致で採択。ミサイルの発射を安保理決議1718に違反すると非難し、再発射の停止を求めた[7][8]。日本とアメリカは新たな国際連合安全保障理事会決議（安保理決議）を目指していたが、中華人民共和国やロシアの反対でアメリカが方針を転換し、議長声明という形での決着となった[9][10][11]。北朝鮮は反発し、「六ヶ国協議（六者会合）には2度と参加しない」と表明[12][13]。
- 4月14日 - 朝鮮民主主義人民共和国・寧辺滞在中の国際原子力機関（IAEA）監視団および、アメリカの核施設無能力化作業チームに対して国外退去を通告[14][15][16]。4月16日、国際原子力機関の監視団が、4月17日にはアメリカの作業チームが出国して非核化作業は中断された[17][18]。
- 4月21日 - 国際連合教育科学文化機関（UNESCO）など、世界デジタル図書館開設。世界中の貴重な資料をインターネット上で閲覧できる。[19]

### 6月
- 6月11日 - 世界保健機関（WHO）のマーガレット・チャン事務局長、新型インフルエンザの警戒水準を現行の「フェーズ5」から最高の「フェーズ6」へと引き上げ、パンデミック（世界的大流行）を宣言。これから冬季に入る南半球での感染が拡大していることを重視し、北半球での状況も踏まえてパンデミックの条件を満たしたと判断した。パンデミック宣言は、1968年の香港かぜ流行以来、41年ぶりとなった。[20]
- 6月30日-7月2日 - 潘基文事務総長、外遊にて日本を訪問。離日後、ミャンマーに向かう。[21]

### 7月
- 7月2日 - オーストリア・ウィーンの国際原子力機関（IAEA）の特別理事会において次期事務局長国に日本が選出される[22][23][24]。
- 7月3-4日 - 潘基文事務総長、ミャンマーを訪問。軍事政権トップのタン・シュエ国家平和発展評議会議長と会談。人権活動家、アウンサンスーチーとの会談を求める。去年、サイクロン被害がでたイラワジ川（現・エーヤワディー川）三角州（デルタ地帯）を視察した。[25]
- 7月5日 - 朝鮮民主主義人民共和国（北朝鮮）が7月4日にミサイルを合計7発、日本海にむけて発射したことに対し[26]、潘基文事務総長が非難する談話をだす[27][28]。
- 7月6日 - 潘基文事務総長、ウイグル騒乱の平和的な解決を要請。ただし、中華人民共和国に対する名指しの批判は避けた。[29]
- 7月9日 - 中華人民共和国、ウイグル騒乱は「完全な内政問題」であるとして国際連合安全保障理事会での議論を求める動きに反対する考えを表明[30]。
- 7月13日 - 国際連合安全保障理事会制裁委員会において中華人民共和国が国際連合安全保障理事会決議1874 に基づいて朝鮮民主主義人民共和国（北朝鮮）に対する制裁措置に同意する[31][32]。それにより、後日、対象を具体的に指定した[33]。
- 7月29日 - 潘基文事務総長、ウイグル騒乱で約1万人が行方不明になっているとする説に関して調査の必要性を強調。しかし、国際連合による調査委員会の設立については明言しなかった。[34]

### 9月
- 9月15日 - 昨年末から今年初めにかけてのガザ地区での軍事作戦についてイスラエル軍・パレスチナ武装組織双方に対して国際連合人権理事会の調査団は双方の戦闘行為が「戦争犯罪」にあたるとの調査報告書を公表した[35]。
- 9月22日
  - 国際連合気候変動首脳級会合の開幕において鳩山首相が1990年比で二酸化炭素25%削減目標を演説[36][37][38][39]。
  - 潘基文事務総長と鳩山由紀夫内閣総理大臣が会談。国際連合平和維持活動（PKO）・気候変動・朝鮮民主主義人民共和国（北朝鮮）・核軍縮などについて話し合った。[40][41][42]
- 9月23-24日 - 国際連合総会において各国首脳が一般討論演説をおこなう。リビア・革命指導者、中華人民共和国・国家主席においては歴代初めての演説となる。[43][44][45][46][47][48][49]
- 9月24日 - 「核不拡散と核軍縮」がテーマの国際連合安全保障理事会首脳会合で「核兵器のない世界（国際連合安全保障理事会決議1887）」を全15理事国全会一致で採択[50][51][52][53][54]。
- 9月25-26日 - 包括的核実験禁止条約（CTBT）発効促進会議に103カ国が参加。全会一致で未署名、未批准国に対して条約への呼び掛ける最終宣言を採択。[55]
- 9月28日-10月2日 - アラブ首長国連邦のアブダビで開催された国際連合教育科学文化機関（UNESCO）の政府間委員会は雅楽・アイヌ古式舞踊など日本国内からは13件を無形文化遺産の代表リストに記載することを決定[56][57]。
- 9月28日-10月9日 - タイ王国・バンコクにおいて約190ヵ国・地域の政府代表や非政府組織（NGO）が参加する気候変動に関する国際連合枠組条約の特別作業部会が、京都議定書の効力が切れる2013年以降の温室効果ガス削減の枠組を協議[58][59][60]。

### 10月
- 10月1日 - 国際連合安全保障理事会・常任理事国にドイツを加えた6カ国側とイラン側がジュネーヴにおいて協議、国際原子力機関（IAEA）のモハメド・エルバラダイ事務局長に対して新しいウラン濃縮施設への査察を認めた[61][62]。
- 10月25-27日 - イラン首都テヘラン南方のコム（ゴム）近郊の第2のウラン濃縮施設において国際原子力機関（IAEA）の査察が実施された[63][64][65]。
- 10月29日 - 日本が16年連続で国際連合総会第1委員会（軍縮）に提出した核廃絶決議案が初めて共同提案国となったアメリカを含めた87カ国の共同提案・170カ国の賛成により、共に過去最多を集めて採択された[66][67][68][69]。